# American International Group
American International Group (AIG) er et amerikansk forsikringsselskab med hovedkontor i New York. Det europæiske hovedkontor ligger i London og det asiatiske i Hongkong. I forbindelse med brexit, flytter hovedkontoret pr. 1. december 2018 til Luxembourg og skifter navn til AIG Europe S.A.  Den danske filial af AIG ligger på Frederiksberg. 
AIG servicerer 98% af Fortune 500-virksomhederne, 96% af Fortune 1000-virksomhederne, og 90% af Fortune Global 500-virksomhederne. Ifølge Forbes Global 2000-listen, er AIG den 42. største private virksomhed i verden. Før finanskrisen var selskabet rangeret som det fjerde største (2006).
16. september 2008, efter at selskabet var kommet ind i en likviditetskrise som følge af en nedgradering af kreditværdigheden, tog den amerikanske centralbank, Federal Reserve, affære for at forhindre selskabets konkurs. Centralbanken kundgjorde at AIG var blevet tildelt en kredit på op til 85 mia. $, til en rente på 8,5 %. Til gengæld fik FED – og dermed den amerikanske stat – en andel på 79,9 % af selskabet. Dette var den største redningsaktion af et enkeltselskab i amerikansk historie. I december 2012 tilbagebetalte AIG sine sidste lån til den amerikanske stat, og AIG er i dag igen 100 % privatejet. Den amerikanske stat tjente over $22 mia. på handlen. 
American International Group har ca. 62.000 ansatte i 90 lande. AIG har operationer i 130 lande og jurisdiktioner (2013). AIG's kreditværdighed rates i dag af Standard & Poor's til A+ stable (2013).

## Historie
AIG's historie går tilbage til 1919 da Cornelius Vander Starr åbnede et forsikringskontor i Shanghai. Starr var den første vesterlændinge i Shanghai som solgte forsikring til kineserne. Da det viste sig at dette gik godt udvidede han driften til resten af Asien, Latinamerika, Europa og Midtøsten.
I 1962 overlod Starr ledelsen af den succesfulde amerikanske del af selskabet til Maurice R. "Hank" Greenberg. Greenberg ændrede selskabets fokusområde i USA fra person- til virksomhedsforsikringer, hvor fortjenesten var større. Selskabet solgte forsikringer gennem mæglere i stedet for gennem egne ansatte, for at holde de faste driftsomkostninger nede. I 1968 efterfulgte Greenberg Starr som leder for koncernen, en stilling han sad i frem til februar 2005, da han blev tvunget til at gå efter anklager fra statsadvokat Eliot Spitzer i New York om bedrageri samt andre strafbare forhold.
6. april 2006 kunne den nye topchef, Martin J. Sullivan, bekendtgøre at AIG var Manchester Uniteds nye tøjsponsor, da de indgik en rekordstor aftale, der skulle løbe over fire år. Den 12. oktober 2012 annoncerede AIG nyt sponsorat af New Zealand Rugby Union (NZRU) All Blacks.
Den 15. june 2008 blev Sullivan afløst af Robert B. Willumstad, som blev afløst af Edward M. Liddy allerede den 17 september 2008. Den 3. august 2009 overtog Robert "Bob" Benmosche ledelsen, som styrede AIG igennem finanskrisen. I 2014 overtog Peter Hancock som CEO og i 2017 blev han afløst af Brian Duperrault. I Marts 2021 bliver den nye CEO Peter Zaffino. Brian Duperrault bliver herefter formand for bestyrelsen. 

### Krise i 2008
I september 2008 bad AIG den amerikanske Federal Reserve om en kortsigtet kredit på omkring 40 milliarder dollar. Dette blev accepteret, men AIG blev nødt til at optage yderligere lån, og de lånte i alt 85 mia. $ fra den Amerikanske Centralbank (FED). Dette betød, at 79,9 procent af selskabet blev statsejet. FED sagde, at målet var at hindre en nær forestående konkurs, som ville skade verdensøkonomien. Beslutningen blev godkendt af USAs præsident George W. Bush, som sagde, at FED's handling vil ”forbedre stabiliteten på finansmarkederne".  AIG's undergang ville have skadet den finansielle sektor eftersom mange banker, bl.a. danske, er involveret i AIG.
Den 14 december 2012 tilbagebetalte AIG sine sidste fordringer, og AIG er i dag igen en 100% privatejet virksomhed. Den amerikanske stat tjente over $22 mia. på redningsaktionen. 

## Nøgletal
Omsætningen i 2013 var på $68,6 mia. 